# Brycon rubricauda
Brycon rubricauda är en fiskart som beskrevs av Steindachner, 1879. Brycon rubricauda ingår i släktet Brycon och familjen Characidae. Inga underarter finns listade.